# Filippo Zana
Filippo Zana (Thiene, Itália, 18 de março de 1999) é um ciclista profissional italiano que compete com a equipa Bardiani-CSF-Faizanè.

## Trajetória
Depois de duas temporadas competindo na categoria Continental, face a 2020 alinhou pelo Bardiani-CSF-Faizanè. Nesse mesmo ano participou no Giro d'Italia, repetindo participação em 2021. Depois desta segunda presença na corrida italiana, conseguiu triunfar na República Checa ao ganhar a Corrida da Paz sub-23. Em agosto também se impôs no Sazka Tour e finalizou terceiro no Tour de l'Avenir.

## Palmarés
- 2019
  - Grande Prêmio Capodarco

- 2021
  - 1 etapa do Istrian Spring Trophy
  - Corrida da Paz sub-23, mais 1 etapa
  - Sazka Tour
- 2023
  - 1 etapa do Giro d'Italia

## Resultados em Grandes Voltas
| Corrida | Corrida         | 2018 | 2019 | 2020  | 2021 |
| ------- | --------------- | ---- | ---- | ----- | ---- |
|         | Giro d'Italia   | —    | —    | 100.º | 73.º |
|         | Tour de France  | —    | —    | —     | —    |
|         | Volta a Espanha | —    | —    | —     | —    |

—: não participa
Ab.: abandono

## Equipas
- - Trevigiani Phonix-Hemus 1896 (2018)
  - Sangemini-trevigiani-mg.kvis (2019)
  - Bardiani-CSF-Faizanè (2020-)